# Indológia
Az indológia az indiai szubkontinens történelmének, kultúrájának, nyelveinek és irodalmának tudományos tanulmányozása; az orientalisztika egyik ága.
Magába foglalja a szanszkrit irodalom és a hinduizmus, valamint a többi indiai vallás (dzsainizmus, buddhizmus, szikhizmus), a páli és tamil irodalom, továbbá a politikatörténet, a filozófia, az orvostudomány, a rituálék, a művészetek tanulmányozását.
Az indológiának számos ága van; például a szindológia Szind történetének tanulmányozására szolgál. A dravidológia a dél-indiai dravida nyelvek különálló ága. A dravida nyelvű hindu szövegeket az indológia tudományágának tekintik.

## Neves indológusok
- Megaszthenész (Kr.e. 350-290)
- Al-Bírúni (973-1050)
- Gaston-Laurent Cœurdoux (1691–1779)
- Anquetil Duperron (1731–1805)
- William Jones (1746–1794)
- Charles Wilkins (1749–1836)
- Colin Mackenzie (1753–1821)
- Dimitrios Galanos (1760–1833)
- Henry Thomas Colebrooke (1765–1837)
- Jean-Antoine Dubois (1765–1848)
- August Wilhelm Schlegel (1767–1845)
- James Mill (1773–1836).
- Horace Hayman Wilson (1786–1860)
- Franz Bopp (1791–1867)
- Duncan Forbes (linguist) (1798–1868)
- James Prinsep (1799-1840)
- Hermann Grassmann (1809-1877)
- John Muir (indologist) (1810–1882)
- Edward Balfour (1813–1889)
- Robert Caldwell (1814–1891)
- Alexander Cunningham (1814–1893)
- Hermann Gundert (1814–1893)
- Otto von Bohtlingk (1815–1904)
- Monier Monier-Williams (1819–1899)
- Henry Yule (1820-1889)
- Rudolf Roth (1821–1893)
- Theodor Aufrecht (1822–1907)
- Max Müller (1823–1900)
- Albrecht Weber (1825–1901)
- Ralph T. H. Griffith (1826–1906)
- William Dwight Whitney (1827-1894)
- Ferdinand Kittel (1832–1903)
- Edwin Arnold (1832–1904)
- Johan Hendrik Caspar Kern (1833–1917)
- Gustav Solomon Oppert (1836–1908)
- Georg Bühler (1837–1898)
- Chintaman Vinayak Vaidya (1861–1938)
- Ramakrishna Gopal Bhandarkar (1837–1925)
- Arthur Coke Burnell (1840-1882)
- Julius Eggeling (1842–1918)
- Paul Deussen (1845–1919)
- Vincent Arthur Smith (1848–1920)
- James Darmesteter (1849–1894)
- Hermann Jacobi (1850–1937)
- Kashinath Trimbak Telang (1850–1893)
- Alois Anton Führer (1853–1930)
- Jacob Wackernagel (1853-1938)
- Arthur Anthony Macdonell (1854-1930)
- Hermann Oldenberg (1854–1920)
- Arthur Anthony McDonell (1854–1930)
- Maurice Bloomfield (1855–1928)
- E. Hultzsch (1857-1927)
- Mark Aurel Stein (1862–1943)
- P. T. Srinivasa Iyengar(1863–1931)
- Moriz Winternitz (1863–1937)
- Fyodor Shcherbatskoy (1866–1942)
- F.W. Thomas (1867–1956)
- Jadunath Sarkar (1870-1958)
- S. Krishnaswami Aiyangar (1871–1947)
- Percy Brown (1872–1955)
- John Hubert Marshall (1876–1958)
- Arthur Berriedale Keith (1879–1944)
- Pandurang Vaman Kane (1880–1972)
- Pierre Johanns (1882–1955)
- Andrzej Gawronski (1885–1927)
- Willibald Kirfel (1885–1964)
- Johannes Nobel (1887–1960)
- Betty Heimann (1888-1961)
- Alice Boner (1889–1981)
- Heinrich Zimmer (1890–1943)
- Ervin Baktay (1890–1963)
- Mortimer Wheeler (1890–1976)
- B. R. Ambedkar (1891–1956)
- Helmuth von Glasenapp (1891–1963)
- K. A. Nilakanta Sastri (1892–1975)
- Mahapandit Rahul Sankrityayan (1893–1963)
- Vasudev Vishnu Mirashi (1893–1985)
- V. R. Ramachandra Dikshitar (1896–1953)
- Dasharatha Sharma (1903–1976)
- Shakti M. Gupta (1927-
- S. Srikanta Sastri (1904-1974)
- Joseph Campbell (1904–1987)
- Murray Barnson Emeneau (1904–2005)
- Jan Gonda (1905–1991)
- Paul Thieme (1905–2001)
- Jean Filliozat (1906–1982)
- Alain Danielou (1907–1994)
- F B J Kuiper (1907–2003)
- Thomas Burrow (1909–1986)
- Jagdish Chandra Jain (1909–1993)
- Ramchandra Narayan Dandekar (1909-2001)
- Arthur Llewellyn Basham (1914–1986)
- Richard De Smet (1916–1997)
- P. N. Pushp (1917–1998)
- Ahmad Hasan Dani (1920–2009)
- Frank-Richard Hamm (1920—1973)
- Madeleine Biardeau (1922–2010)
- Awadh K. (AK) Narain (1925-2013)
- V. S. Pathak (1926–2003)
- Kamil Zvelebil (1927–2009)
- J. A. B. van Buitenen (1928–1979)
- Tatyana Elizarenkova (1929–2007)
- Bettina Baumer (1940–)
- Anncharlott Eschmann (1941–1977)
- William Dalrymple (1965– )
- Arvind Sharma (1940– )
- Harilal Dhruv (1856—1896)
- Ram Swarup (1920–1998)
- Mikhail Konstantinovich Kudryavtsev (1911–1992)
- Daniel H. H. Ingalls, Sr. (1916-1999), Harvard Egyetem
- Sita Ram Goel (1921–2003)
- Natalya Romanovna Guseva (1914–2010)
- Ram Sharan Sharma (1919–2011), Patna University
- Bhadriraju Krishnamurti (1928–2012), Osmania University
- Fida Hassnain (1924-2016) Sri Pratap College, Srinagar
- Heinrich von Stietencron (1933–2018), Tübingeni Egyetem
- Iravatham Mahadevan (1930–2018)- Indian Council of Historical Research
- Stanley Wolpert (1927–2019)- University of California, (emeritus)
- Karel Werner  (1925–2019)
- Stanley Insler (1937–2019), Yale University
- Bannanje Govindacharya (1936–2020)